# Принцеза Дина Миред од Јордана
Принцеза Дина Миред од Јордана (рођена: Дина Мохаммад Кхалифех, 12. октобар 1965) је јордански хуманитарни и здравствени активиста. Водећа је глобална заговорница за контролу рака и не заразних болести (Union for International Cancer Control UICC). Она је председница Уније за међународну контролу рака (Union for International Cancer Control UICC) и први арапски муслиман који је изабран за руководство на таквој престижној светској функцији. Принцеза Дина бивша је генерална директорка Фондације за борбу против рака краља Хусеина (King Hussein Cancer Center).
У септембру 2011. године изабрана је да одржи говор у име читавог цивилног друштва на отварању првог састанка на високом нивоу о не заразним болестима (NCD) на Генералној скупштини Уједињених нација .
Исто тако, у септембру 2018. године, Принцеза Дина је поново изабрана да одржи говор на трећем састанку на високом нивоу, о не заразним болестима (NCDs) као "Угледна личност у борби против не заразних болести" и о превенцији и контроли не заразних болести (NCD) . 

## Школовање
Принцеза Дина школовала се у Националној православној школи у Аману, након чега је наставила школовање у Енглеској у Вестонбиртовој школи за девојчице у Глоутерсхиреу, где је завршила дипломе О и А нивоа. Принцеза Дина је дипломирала на тему рачуноводства и финансијске анализе на Универзитету Варвик, Енглеска 1985. – 1988, и магистрирала међународно банкарство и финансијске услуге на Универзитету Ридинг, Енглеска 1991, који је укључен у 20 најбољих универзитетских центара широм света.
Током свог школског и универзитетског живота Принцеза Дина играла је кошарку.

## Лични живот
Принцеза Дина се удала 1. јула 1992. у Аману, за принца Миред бин Ра'ада, сада краљ Јордана, сина принца Ра'ад бин Зеида и принцезе Мајде Ра'ад.
У браку мају троје деце:
- Принцеза Схирин бинт Миред (рођена 19. маја 1993. у Аману).
- Принц Ракан бин Миред (рођен 20. новембар 1995. у Аману).
- Принц Јафар бин Миред (рођен 4. септембар 2002. у Аману).

Њеном другом детету Ракану је дијагностицирана леукемија када је имао само две године. То је инспирисало њен рад на истраживању, контроли и превенцији рака.

## Каријера

### Фондација за борбу против рака Краљa Хусеинa (2002 - јун 2016)
Принцеза Дина успоставила је основни рад, структуру и функцију Фондације за борбу против рака краља Хусеина (King Hussein Cancer Foundation KHCF) и руководила је организацијом од 2002. до јуна 2016.. Принцеза Дина је непрофитну организацију претворила у најуспешнији фонд за прикупљање средстава за све врсте рака у Јордану и позиционира га у међународно познати бренд и лидера у развоју, заговарању, подизању свести јавности о раном откривању и превенцији рака и подршци пацијентима. Фондација за борбу против рака краља Хусеина је постала је узор не само у Јордану, већ и у глобалном покрету за људе оболеле од рака.

### Локално залагање за контролу рака
- Принцеза Дина водећа је национална и глобална личност у заговарачком раду у име пацијената са раком и њихових породица [12].
- Принцеза Дина је била почасни председавајући Програма рака дојке у Јордану (Jordan Breast Cancer Program JBCP) 2006. – 2016. До данас, JBCP остаје најуспешнији национални програм раног откривања и скрининга који спашава животе хиљада жена [13][14][15][16].
- Принцеза Дина је жесток заговорник борбе против пушења, како у Јордану, тако и широм света [17][18][19][20][21].

### Глобално залагање за контролу рака
- Принцеза Дина је позната и цењена глобална заговорница контроле рака и незаразних болести.
- У септембру 2011. године, принцеза Дина изабрана је да одржи главни говор[2][22] у име читавог цивилног друштва на отварању првог састанка на високом нивоу о незаразним болестима (NCD) на Генералној скупштини Уједињених нација.
- У септембру 2018. године, Принцеза Дина је поново изабран за говоре на трећем састанку на високом нивоу о незаразних болести као "Угледни шампион у борби против незаразних болести" о превенцији и контроли незаразних болести (NCD је) [3][23].

### Високи међународни положаји
- Члан Експертске групе за елиминацију иницијатива о карциному грлића материце (тренутно).
- Почасни амбасадор Harvard Global Health Win-Win (тренутно).
- Члан Радне групе цивилног друштва за незаразне болести (тренутно).
- Глобални амбасадор за портфељ без духана (тренутно) [24]
- Почасни члан Медитеранске радне групе за контролу рака у Италији (тренутно)[15].
- Почасни председник Глобалне радне групе за универзитет Харвард за проширени приступ контроли и заштити од рака у свету у развоју (2009–2013) [25][26].
- Амбасадор за Глобални изазов на радионици без дуванског дима[27]
- Члан саветодавног одбора NCD а[28].

## Награде и почасти
- 2018:  Награђена престижном наградом „Arab Woman Award 2018“ за „достигнућа у глобалном лидерству у контроли рака“ од лондонске организације Арабије која одаје почаст и признаје арапским женама које су у различитим областима направиле значајан утицај не само на живот свих у њиховој заједници али и широм света [29][30].
- 2018. Носилац престижне титуле „почасног доктора“ престижног Медицинског универзитета у Асунциону у Парагвају, као признање за њене глобалне напоре у борби против рака[31].
- 2017:  Награду „Жена године 2017. Златна награда за изврсност од стране „Савета арапских жена“, као и признање за њене изузетне напоре на пољу друштвене одговорности у арапском свету[32].
- 2016. Носилац је титуле „почасног доктора“ престижног Јереванског државног медицинског универзитета (ISMU) у Јерменији, као признање за њене глобалне напоре у борби против рака [33][34].
- 2016: Прва на листи Фондације Сузан Г Комен. Дписак оних који су дали значајан утицај у борби за рака дојке крај[35][36].
- 2016. Награду „Личност 2016. у борби против рака дојке“. Награду је доделило Захра Удружење за борбу против рака дојке Саудијске Арабије [14].

Прималац медаље Међународне агенције за истраживање рака (IARC) за 2015. годину као признање за изванредно вођство и залагање за контролу рака широм света .

## Публикације
- “The Challenges Of Providing Access To Cancer Care: Jordan, A Success Story From The Heart Of The Developing World”. Cancer Control- Cancer Care in emerging health systems, 2013.[38]
- “Why Are We So Meek in Demanding Treatment for Non-Communicable Disease?”. Huffington Post, 2012.[39]
- “Paying a Heavy Price”. Deloitte ME, ME POV issue 3.2010.[40]
- Expansion of cancer care and control in countries of low and middle income: a call to action, The Lancet, Volume 376, No. 9747, p1186–1193, 2 October 2010.[41]
- “World no tobacco day…where are we now? Reflections through the smoke screen”. Global Bridges Blog,  2014.[42][43]
- “Fighting the other cancer…the cancer of shame”, Ammon news, July 2013.[44]